# 캐스린 프레스콧
캐스린 프레스콧(Kathryn Prescott, 1991년 6월 4일 ~ )은 잉글랜드의 배우이다. 《스킨스》에서 에밀리 피치 역으로 잘 알려져 있다.

## 출연 작품
- 폴라로이드 - 버드 역
- 듀드
- 안녕 베일리 - 씨제이 역